# Knooppunt Kolding
Knooppunt Kolding (Deens: Motorvejskryds Kolding) is een knooppunt in Denemarken tussen de Sønderjyske Motorvej richting Aarhus en Kolding en de Taulovmotorvejen richting Odense. Het knooppunt is genoemd naar de stad Kolding, waar het knooppunt in de buurt van ligt.
Het knooppunt is uitgevoerd als een splitsing. Alleen vanaf Kolding zijn alle richtingen te bereiken.
| Aansluitende wegen | Aansluitende wegen | Aansluitende wegen | Aansluitende wegen | Aansluitende wegen |
| ------------------ | ------------------ | ------------------ | ------------------ | ------------------ |
|                    |                    |                    |                    | richting Aarhus    |
|                    |                    |                    |                    |                    |
|                    | richting Odense    |                    |                    |                    |
|                    |                    |                    |                    |                    |
| richting Kolding   |                    |                    |                    |                    |

Aalborg Centrum · Aalborg Nord · Aalborg Syd · Århus Nord · Århus Syd · Århus Vest · Avedøre · Ballerup · Brøndby · Fredericia · Gladsaxe · Herning · Herning Syd · Ishøj · Kliplev · Køge Vest · Kolding · Kolding Vest · Kongens Lyngby · Nørresundby Centrum · Odense · Rødovre · Skærup · Taastrup · Vallensbæk · Vendsyssel